# Rhaphuma elegantula
Rhaphuma elegantula är en skalbaggsart som beskrevs av Charles Joseph Gahan 1906. Rhaphuma elegantula ingår i släktet Rhaphuma och familjen långhorningar.
Artens utbredningsområde är Taiwan. Inga underarter finns listade i Catalogue of Life.